# Масло Лоренцо
«Ма́сло Лоре́нцо» — кинофильм, драма 1992 года Джорджа Миллера. Фильм основан на реальной истории Августо и Микаэлы Одоне, которые пытались найти лекарство для своего сына Лоренцо, страдавшего адренолейкодистрофией (ALD).
Фильм снимался в Пенсильвании с сентября 1991 по февраль 1992 года и был благосклонно встречен критиками. Он получил две номинации на премию Оскар 1993 года, но провалился в прокате.

## Сюжет
Лоренцо — смышленый и энергичный шестилетний мальчик, в июле 1983 года живущий на Коморских островах, где его отец Аугусто Одоне, работающий во Всемирном банке, находится в служебной командировке. Однако после переезда с родителями в США у Лоренцо начинают проявляться неврологические проблемы (падения, потеря слуха, истерики). В апреле 1984 года мальчику ставят диагноз адренолейкодистрофия (АЛД) — врожденное нарушение метаболизма, вызывающее дегенерацию головного мозга. Болезнь поражает только мальчиков в возрасте от пяти до десяти лет, которые обычно умирают в течение двух лет после постановки диагноза. Не найдя врача, способного лечить редкое заболевание их сына, Аугусто и его жена Микаэла самостоятельно начинают поиски средства для спасения Лоренцо. Одоне знакомятся с врачами, учёными и группой поддержки, которая скептически относится к тому, что с АЛД можно совладать, тем более силами простых людей. Однако Одоне проводят многие часы в библиотеках, изучают результаты экспериментов на животных, заручаются помощью профессора Гаса Николаиса, расспрашивают ведущих врачей мира и принимают участие в семейной конференции для больных АЛД.
Несмотря на постоянные заходы в тупики, ужас от наблюдения за резким ухудшением здоровья сына и окружение скептиков (в том числе координаторов группы поддержки, которую они посещают), Одоне не сдаются и не опускают руки. Одоне спонсируют международный симпозиум ученых, занимающихся исследованиями АЛД. На встрече доктор Уильям Б. Риццо рассказывает о своих исследованиях, в ходе которых он брал у пациентов с АЛД фибробласты (клетки кожи) и размножал их в олеиновой кислоте (основном компоненте оливкового масла), благодаря чему уровень жирных кислот упал на 50%. Одоне вступают в разговор, спрашивая у Риццо, может ли это масло помочь их сыну. Учёные не вселяют в них оптимизм, указав, что для производства масла и его клинических испытаний потребуются годы работы. Однако Одоне хватаются за перспективу такого возможного лечения. Микаэла Одоне начинает поиски компании, способной и желающей производить такое же масло, в котором доктор Риццо держал фибробласты. Они связываются с более чем 100 фирмами по всему миру, пока не находят пожилого британского химика Дона Саддаби, работающего в компании Сroda International и готового взяться за крайне сложный эксперимент — извлечение жирных кислот из рапсового масла.
Одоне получают драгоценный пузырек с маслом, содержащим длинные цепочки насыщенных жиров, выделенные из рапсового и оливкового масла, и добавляют его в рацион сына. В результате лечения удается нормализовать накопление в организме насыщенных жиров, которые были причиной неуклонного ухудшения состояния Лоренцо, и уровень их содержания в крови приходит в норму. Прогрессирование болезни остановлено, а лекарство получает название «масло Лоренцо». Вскоре выясняется, что это масло успешно предотвращает прогрессирование заболевания и у других пациентов с АЛД. Тем временем у Лоренцо по-прежнему наблюдаются серьезные неврологические нарушения, и Одоне понимают, что для значительного улучшения тяжелого состояния его сына требуется устранение повреждения миелиновой оболочки нервных волокон. Аугусто берётся за новую задачу по созданию целевой научной организации под название проект «Миелин».
В финальных титрах фильма сообщается, что Лоренцо исполнилось 14 лет. К нему вернулось зрение, он может двигать головой из стороны в сторону, произносит простые звуки и учится пользоваться компьютером. Фильм заканчивается кадрами пациентов с АЛД, которых лечили маслом Лоренцо на ранних стадиях болезни. У этих пациентов удалось предотвратить разрушительную дегенерацию мозга, от которой страдал Лоренцо.

## Актёрский состав
- Ник Нолти — Аугусто Одоне
- Сьюзан Сарандон — Микаэла Одоне
- Зак О'Мэлли Гринбург — Лоренцо Одоне
- Питер Устинов — профессор Гас Николаис
- Кэтлин Уилхойт — Дейдре Мерфи
- Джерри Бамман — доктор Джудалон
- Марго Мартиндейл — Венди Гимбл
- Джеймс Ребхорн — Эллард Маскатини
- Энн Хирн — Лоретта Маскатини
- Рокко Систо — Мерфи Фэмли
- Кармен Пиччини — Кристина Одоне
- Мадука Стеди — Омури
- Мэри Вакио — учитель на Коморских островах
- Дон Саддаби — камео
- Колин Уорд — Джейк Гимбл
- Латаня Ричардсон — медсестра Рут
- Дженнифер Дандас — медсестра Нэнси Джо
- Уильям Кэмерон— Пеллерман
- Питер Маккензи — специалист по иммуносупрессии
- Лора Линни — учительница
- Элизабет Дейли — звуковые эффекты для Лоренцо
- Элиот Бринтон — Уильям Б. Риццо, первооткрыватель масла Лоренцо

## Критика
Кинокритик из «Chicago Sun Times» назвал ленту «очень трогательным и сложным фильмом». В целом, критика, а также оценка фильма на сайте Rotten Tomatoes положительные.
Несмотря на довольно близкое изображение страдания мальчика и борьбы его родителей против болезни, медицинские специалисты критиковали преподнесение идеи чудесного исцеления. Последующие исследования масла Лоренцо не подтвердили его долгосрочной пользы против ALD. Настоящий Лоренцо Одоне умер от пневмонии в мае 2008 года в возрасте 30 лет, прожив на 20 лет дольше прогнозов врачей.
Хуго Мозер, послуживший прообразом для героя фильма доктора Николаиса, назвал изображение этого персонажа «мерзостью».